# Pectinaria pseudokoreni
Pectinaria pseudokoreni är en ringmaskart som beskrevs av Francis Day 1955. Pectinaria pseudokoreni ingår i släktet Pectinaria och familjen Pectinariidae. Inga underarter finns listade i Catalogue of Life.